# 서부 니나와 공세 (2017년)
서부 니나와 공세 (2017년)는 예언자 무하마드 작전이라는 암호명으로 진행된 이라크 인민동원군의 공세이다. 주요 목표는 북부 이라크의 니나와주에서 이슬람 국가 지역을 탈환하는 것으로 2017년 4월부터 개시되었다.

## 공세

### 남서쪽 방면
이라크군은 4월 25일에 ISIL에 맞서 공세를 펼치기 시작했고, 모술 남서쪽으로 100km 진격했다. 이틀 만에 이라크군은 17개의 마을을 점령했다. 부대는 고대 도시 하트라의 파괴된 유적지를 포위했고, 인근의 현대 마을인 하드르도 포위했다. 하트라는 니나와 주와 살라딘 주, 안바르 주로 이어지는 접근성으로 인해 전략적 요충지로 꼽혔다. 이라크군의 진격으로 이라크와 시리아를 오가던 ISIL의 몇몇 사막로가 끊기게 되었다.
3일 후 이라크군은 알하드르를 북서쪽에서 세 방향으로 진군하여 탈환했고 기타 5개의 마을을 점령했다. 한편, 이라크군 정보국은 알하드르에서의 작전이 갑작스럽고 신속한 것이어서 ISIL이 이웃한 바즈 지역에서 중대한 상황에 놓였다고 말했다. 몇몇 사람들은 인민동원군이 지뢰 제거 작업을 마치자 마을로 돌아오기 시작했다.

### 서쪽 방면
5월 12일, 인민동원군은 그들의 두번째 공세를 개시했다. 이들의 작전 범위는 모술 서쪽의 100km였고, 목표는 카이르완과 바이 지역을 확보해 ISIL 무장단체들을 시리아와의 국경 지역으로 몰아내는 것이었다. 다음 날, 이라크군은 4개의 마을을 점령하고 1개의 마을을 포위했다. 5월 14일부터 5월 15일 사이에 5개의 마을이 포위되었다. 5월 17일 모술 서쪽의 진격의 일부였던 인민동원군의 초기 목표 중 70%가 달성되었다. 이는 30개 이상의 마을을 점령하거나 포위한 이후였다.
5월 18일 인민동원군은 살 신자르 공군기지를 점령했고 바드르 조직의 카림 알누리가 인민동원군과 이라크 공군이 시리아 사막에서 적을 추적하기 위해 이 기지를 사용할 것이라고 밝혔다. 이라크 군은 불법 무장단체가 카이라완에서 54명의 ISIL 요원들을 사살하고 인근 8개 마을을 점령한 후 단체의 본부를 파괴했다.
5월 21일, 인민동원군은 카이와란으로 이어지는 ISIL의 보급로를 차단한 후 남쪽과 북쪽에 위치한 8개의 마을을 점령했다. 이틀 후, 신속한 야간 작전으로 인민동원군운 카이와란과 인근의 수많은 마을을 포위했다. 이라크 공군이 진격을 지원했다. 5월 24일, 인민동원군은 신자르의 순교자라는 이름이라는 두번째 공세를 개시했다. 다음 날 인민동원군은 나디아 무라드의 고향인 코초를 점령했고 이를 지역 야지디 병력에게 인계했다.
6월 2일 인민동원군은 6명의 ISIL 특공대원들을 죽였고 시리아 국경 인근의 마타라트 알 마르케브에서 하산 카나흐스 알제베이디를 사살했다. 6월 4일 500명 이상의 인민동원군이 시리아 국경 지대 인근인 바이를 점령하고 ISIL로부터 12개 주변 마을을 점령했다. 이 과정에서 33명의 ISIL 요원들이 죽었다. 6월 5일 바드르 조직은 바이 북서쪽의 마을 9개를 점령하고 부비트랩이 매설된 차량에 탄 자살 폭탄 용의자를 비롯한 45명의 ISIL 요원들을 사살했다고 밝혔다.

## 같이 보기
- 2014년 6월 북부 이라크 공세
- 2014년 8월 북부 이라크 공세